# Lijst van voetbalinterlands Algerije - Mauritanië (vrouwen)
Deze lijst van voetbalinterlands is een overzicht van alle officiële voetbalinterlands tussen de nationale vrouwenteams van Algerije en Mauritanië. De landen hebben tot nu toe één keer tegen elkaar gespeeld. 

## Wedstrijden
| № | Plaats  | Datum            | Competitie        | Wedstrijd             | Uitslag |
| - | ------- | ---------------- | ----------------- | --------------------- | ------- |
| 1 | Le Kram | 18 februari 2020 | Vriendschappelijk | Mauritanië − Algerije | 0 − 5   |

## Samenvatting
| Competitie        | Totaal gespeeld | Winst Algerije | Gelijk | Winst Mauritanië | Doelsaldo Algerije – Mauritanië |
| ----------------- | --------------- | -------------- | ------ | ---------------- | ------------------------------- |
| Vriendschappelijk | 1               | 1              | 0      | 0                | 5 − 0                           |
| Totaal            | 1               | 1              | 0      | 0                | 5 − 0                           |